# Piedra czarna
Piedra czarna – grzybica powierzchowna skóry owłosionej powodowana przez Piedra hortae, występująca w Ameryce Środkowej i Południowej oraz południowo-wschodniej Azji.

## Etiologia
Źródło infekcji grzybem Piedra hortae (Piedraia hortae) należącym do Ascomycetes nie jest znane. Piedra czarna dotyka zwłaszcza młodych dorosłych. Transmisja pomiędzy ludźmi występuje rzadko i zdarza się w rodzinach dzielących się grzebieniami i szczotkami do włosów.

## Objawy i przebieg
W wyniku kolonizacji przez Piedra hortae dochodzi do wytworzenia na łodygach włosów twardych, czarnych, mocno przylegających guzków (będących w istocie owocnikami grzyba). Piedra czarna może obejmować skórę owłosioną głowy, brodę, wąsy, a także owłosienie łonowe. W przebiegu choroby włosy stają się bardziej łamliwe.

## Diagnostyka
O rozpoznaniu piedry rozstrzyga badanie  mykologiczne włosów zmienionych chorobowo. Możliwe jest sporządzenie preparatu bezpośredniego bądź trwająca 2–3 tygodnie hodowla grzyba.

## Leczenie
Najprostszą metodą leczenia jest golenie lub krótkie ścinanie włosów, miejscowe stosowanie kwasu salicylowego, 2% formaldehydu albo pochodnych imidazolu. W terapii doustnej wykazano skuteczność ketokonazolu i terbinafiny.
Infekcje Piedra hortae cechują się częstymi nawrotami pomimo stosowania właściwego leczenia.